# Pieter Joon

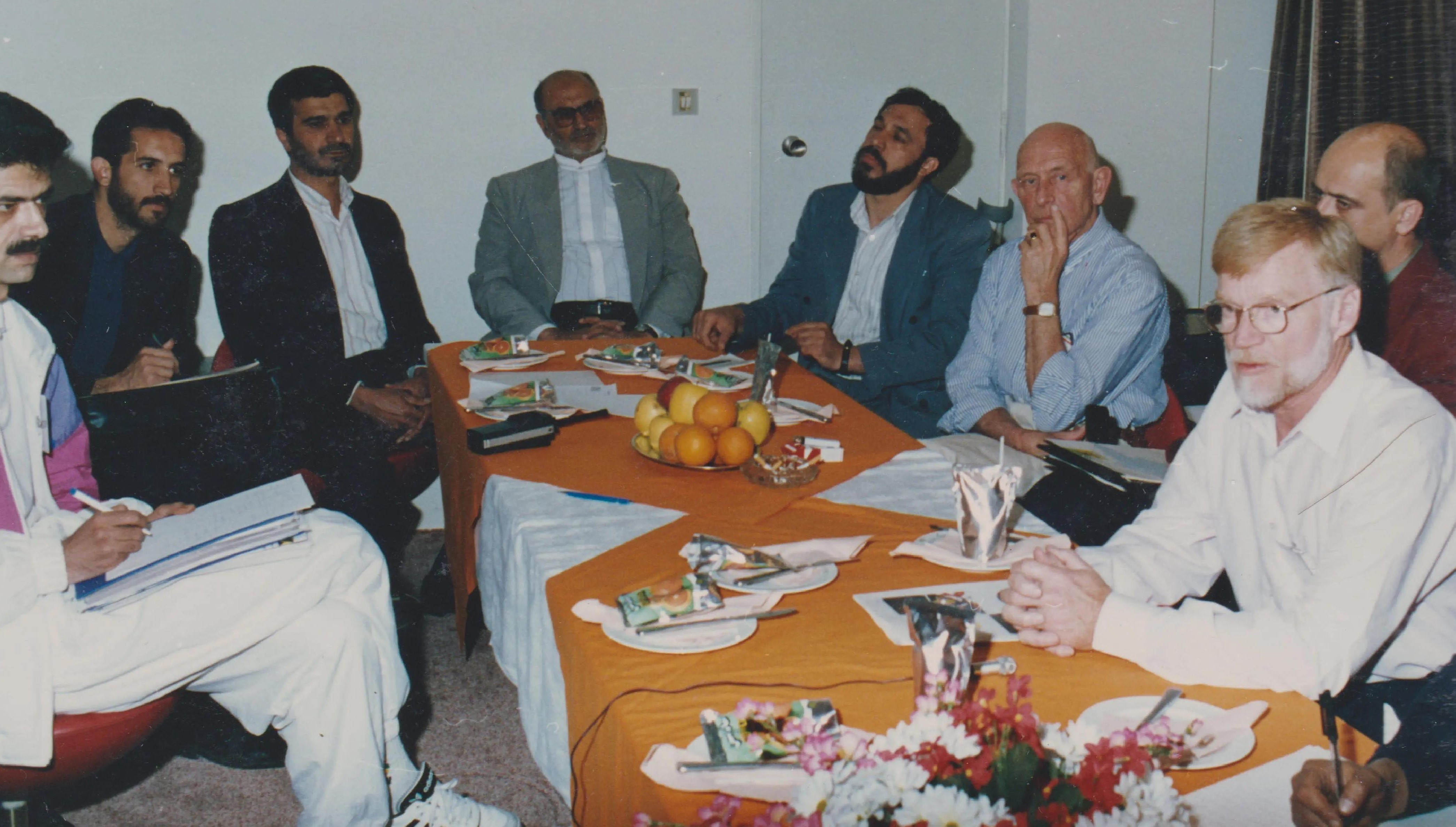

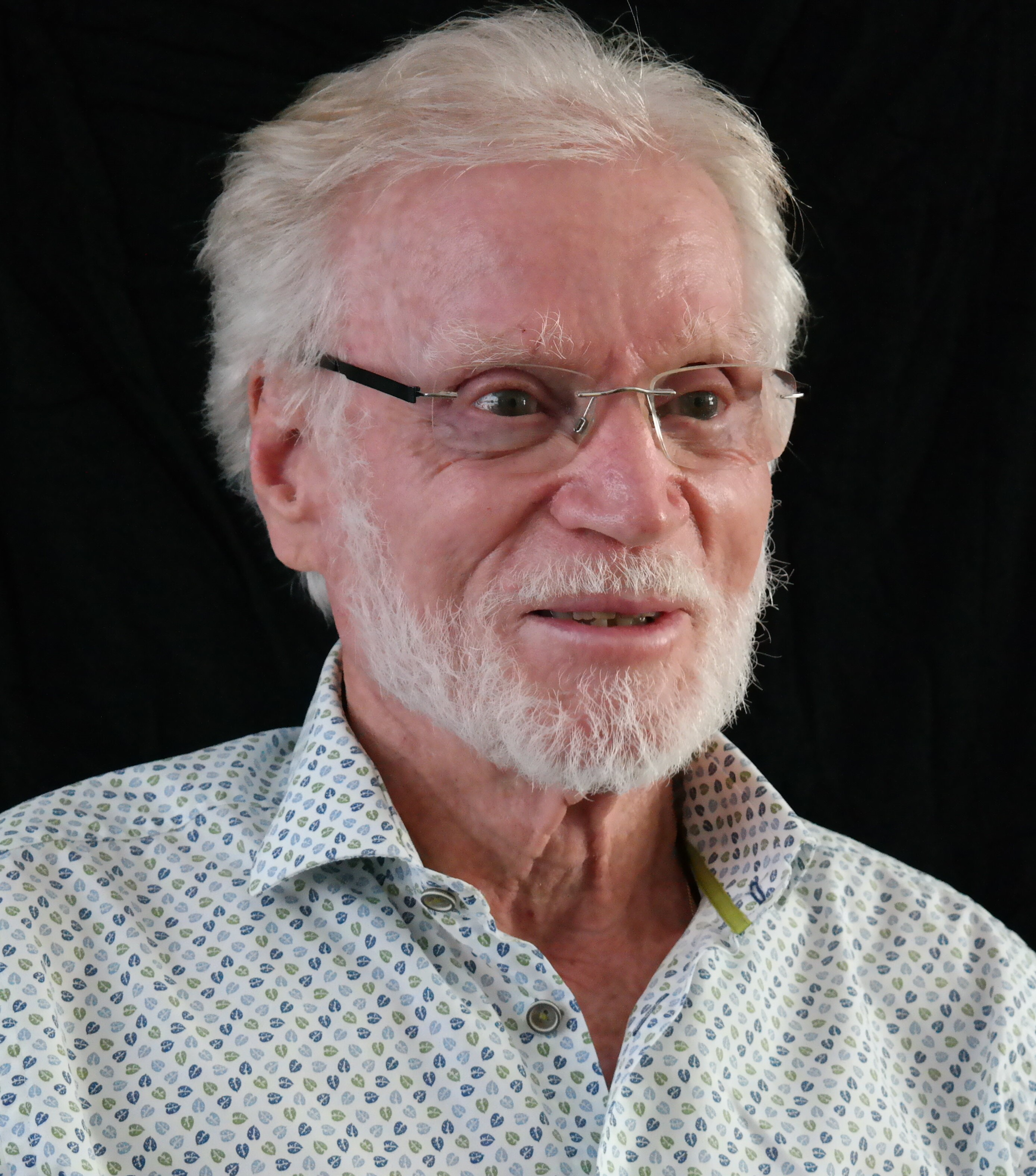

Pieter Christiaan Joon (Amsterdam, 4 februari 1942) is een Nederlands en Internationaal sportbestuurder.
Sinds 1965 bekleedde Pieter Joon zowel nationaal als internationaal diverse functies in de gehandicaptensport. Zo was hij van 1980 tot 1992 bestuurslid van de International Stoke Mandevile Games Federation, de International Sports Organisation for Disabled en lid van het Technical Committee van het International Paralympic Committee (IPC).
Tijdens de Paralympics 1980 in Arnhem nam hij het initiatief tot het oprichten van de (thans genoemde World ParaVolley) Word Organisation Volleyball for Disabled WOVD, waarvan hij President is geweest tot 2001. Van 1980 tot 2000 is hij bij de sporttechnische organisatie van de Paralympics betrokken geweest: De Paralympics 1980 Arnhem, de Paralympics 1984 New York en Aylesbury, de  Paralympics 1988 Seoel, de Paralympics 1992 Barcelona, de Paralympics 1996 Atlanta en de Paralympics 2000 Sydney. Bij zijn afscheid, tijdens de Europese Kampioenschappen in 2001 in Slovenië, werd hij door de General Assembly van de WOVD benoemd tot Honorary President.
Voor zijn verdiensten in de sport werd hij in 1998 benoemd tot Ridder in de Orde van Oranje Nassau en in 2001 tot Lid van Verdienste van de Nebas/NSG. in 2022 kreeg hij van World ParaVolley het "Membership for live ". Bovendie werd hij benoemd als "Inductee van het International Volleyball Hall of Fame in Holyoke (USA).
Nationale bestuursfuncties:
1965-1978 Kennemer Invaliden Sportclub;
1972-1976 Zitvolleybalcommissie NIS;
1978-1989 Hoofdbestuur Nederlandse Invaliden Sportbond;
1979-1986 Nationaal Fonds Sport Gehandicapten (NFSG);
1980-1989 Comité NFSG afdeling Haarlem;
1981-1985 Federatie Sport Gehandicapten;
1984-1990 Oprichter en bestuurslid Stichting Gehandicaptensport Haarlem;
1986-1989 Schoolbestuur CIOS Overveen;
1992-2001 Comité internationale bestuurders NOC*NSF;
Internationale bestuursfuncties:
1980-1989 International Stoke Mandeville Games Federation (ISMGF);
1981-1992 International Sports Organisation for Disabled (ISOD);
1981-1992 International Fund Sports Disabled (IFSD);
1984-1993 Technical Committee Paralympic Games (IPC);
1990-1993 Comité Sports Disabled of the Commission European Union;
1980-2001 President World Organisation Volleyball for Disabled (WOVD);
zie ook:  www.zitvolleybalnederland.nl